# Meds
Meds è il quinto album in studio del gruppo musicale britannico Placebo, pubblicato il 13 marzo 2006 dalla Elevator Music e dalla Virgin Records.

## Descrizione
L'album, nella cui copertina si trova l'immagine storpiata di una donna, contiene 13 canzoni, tra cui Broken Promise, cantata con Michael Stipe, frontman dei R.E.M.. Meds è stato pubblicato anche in una versione limitata contenente un DVD bonus con video inediti, tra cui anche il clip di un'esibizione dal vivo, fatta insieme ai Cure, della loro canzone If Only Tonight We Could Sleep.
I primi singoli estratti sono stati, contemporaneamente, Because I Want You nel Regno Unito e Song to Say Goodbye nel resto del mondo, che ha riscosso molto successo soprattutto in Europa. A seguire sono stati pubblicati Infra-Red e l'omonimo Meds.

## Tracce
Testi e musiche dei Placebo, eccetto dove indicato.
1. Meds (feat. Alison Mosshart) – 2:55
2. Infra-Red – 3:15
3. Drag – 3:21
4. Space Monkey – 3:51
5. Follow the Cops Back Home – 4:39
6. Post Blue – 3:11
7. Because I Want You – 3:22
8. Blind – 4:01
9. Pierrot the Clown – 4:22
10. Broken Promise (feat. Michael Stipe) – 4:12
11. One of a Kind – 3:20
12. In the Cold Light of Morning – 3:52
13. Song to Say Goodbye – 3:36

Traccia bonus nell'edizione giapponese
1. Twenty Years (Live at Wembley 05.11.04) – 6:05

DVD bonus nell'edizione speciale
1. Documentary – 8:51
2. Lyrics
3. Twenty Years (Live at Wembley 05.11.04) – 6:05
4. If Only Tonight We Could Sleep (Placebo and The Cure) – 4:06
5. Backstage at Live 8 – 4:19
6. Photo Galleries

- Audio Tracks

1. Long Division – 2:44
2. In the Cold Light of Morning (Demo) – 4:27
3. I Do (Demo) – 2:32
4. Pierrot the Clown (Demo) – 4:58

Edizione statunitense del 2007
1. Meds (feat. Alison Mosshart) – 2:55
2. Infra-Red – 3:15
3. Drag – 3:21
4. Space Monkey – 3:51
5. Follow the Cops Back Home – 4:39
6. Post Blue – 3:11
7. Because I Want You – 3:22
8. Blind – 4:01
9. Lazarus – 3:23
10. Broken Promise (feat. Michael Stipe) – 4:11
11. One of a Kind – 3:21
12. Pierrot the Clown – 4:22
13. Song to Say Goodbye – 3:34
14. UNEEDMEMORETHANINEEDU – 3:29
15. Running Up That Hill (Kate Bush Cover) – 4:53 (Kate Bush)

## Formazione
Gruppo
- Brian Molko – voce, chitarra, tastiera
- Stefan Olsdal – basso, chitarra, tastiera, cori
- Steve Hewitt – batteria

Altri musicisti
- Alison Mosshart – voce (traccia 1)
- Fiona Brice – arrangiamento strumenti ad arco (tracce 4, 9 e 13)
- Deborah White – primo violino (tracce 4, 9 e 13)
- Natalia Bonner – primo violino (tracce 4, 9 e 13)
- Tom Piggot-Smith – primo violino (tracce 4, 9 e 13)
- Krista Caspersz – primo violino (tracce 4, 9 e 13)
- Sarah Button – primo violino (tracce 4, 9 e 13)
- Dave Williams – secondo violino (tracce 4, 9 e 13)
- Lucy Wilkins – secondo violino (tracce 4, 9 e 13)
- Gita Langley – secondo violino (tracce 4, 9 e 13)
- Jessie Murphy – secondo violino (tracce 4, 9 e 13)
- Ellie Stanford – secondo violino (tracce 4, 9 e 13)
- Reiad Ceibah – viola (tracce 4, 9 e 13)
- Emma Owens – viola (tracce 4, 9 e 13)
- Katherine Shave – viola (tracce 4, 9 e 13)
- Fiona Griffiths – viola (tracce 4, 9 e 13)
- Helen Rathbone – violoncello (tracce 4, 9 e 13)
- Vicky Matthews – violoncello (tracce 4, 9 e 13)
- Ian Burge – violoncello (tracce 4, 9 e 13)
- Sarah Willson – violoncello (tracce 4, 9 e 13)
- Michael Stipe – voce (traccia 10)

Produzione
- Dimitri Tikovoi – produzione
- James Brown – ingegneria del suono, missaggio (traccia 2)
- Flood – missaggio (eccetto tracce 2, 7 e 10)
- Dave Bascombe – missaggio (tracce 7 e 10)
- Raj Das – assistenza tecnica ai RAK Studios
- Richard Woodcraft – assistenza tecnica ai RAK Studios
- Steve Mustarde – assistenza tecnica ai Livingstone Studios
- Rob Smith – assistenza tecnica ai Sarm Studios
- Mark Neary – assistenza tecnica allo Snake Ranch
- Dan Porter – assistenza tecnica al Sanctuary Town House
- Tim Young – mastering

## Classifiche
| Classifica (2006)         | Posizione massima |
| ------------------------- | ----------------- |
| Australia                 | 4                 |
| Austria                   | 1                 |
| Belgio (Fiandre)          | 1                 |
| Belgio (Vallonia)         | 1                 |
| Danimarca                 | 20                |
| Finlandia                 | 3                 |
| Francia                   | 1                 |
| Germania                  | 2                 |
| Grecia                    | 3                 |
| Irlanda                   | 21                |
| Italia                    | 4                 |
| Norvegia                  | 12                |
| Nuova Zelanda             | 24                |
| Paesi Bassi               | 10                |
| Polonia                   | 10                |
| Portogallo                | 3                 |
| Regno Unito               | 7                 |
| Spagna                    | 27                |
| Stati Uniti               | 180               |
| Stati Uniti (heatseekers) | 9                 |
| Svezia                    | 33                |
| Svizzera                  | 1                 |